# 赤坂弥生学習室

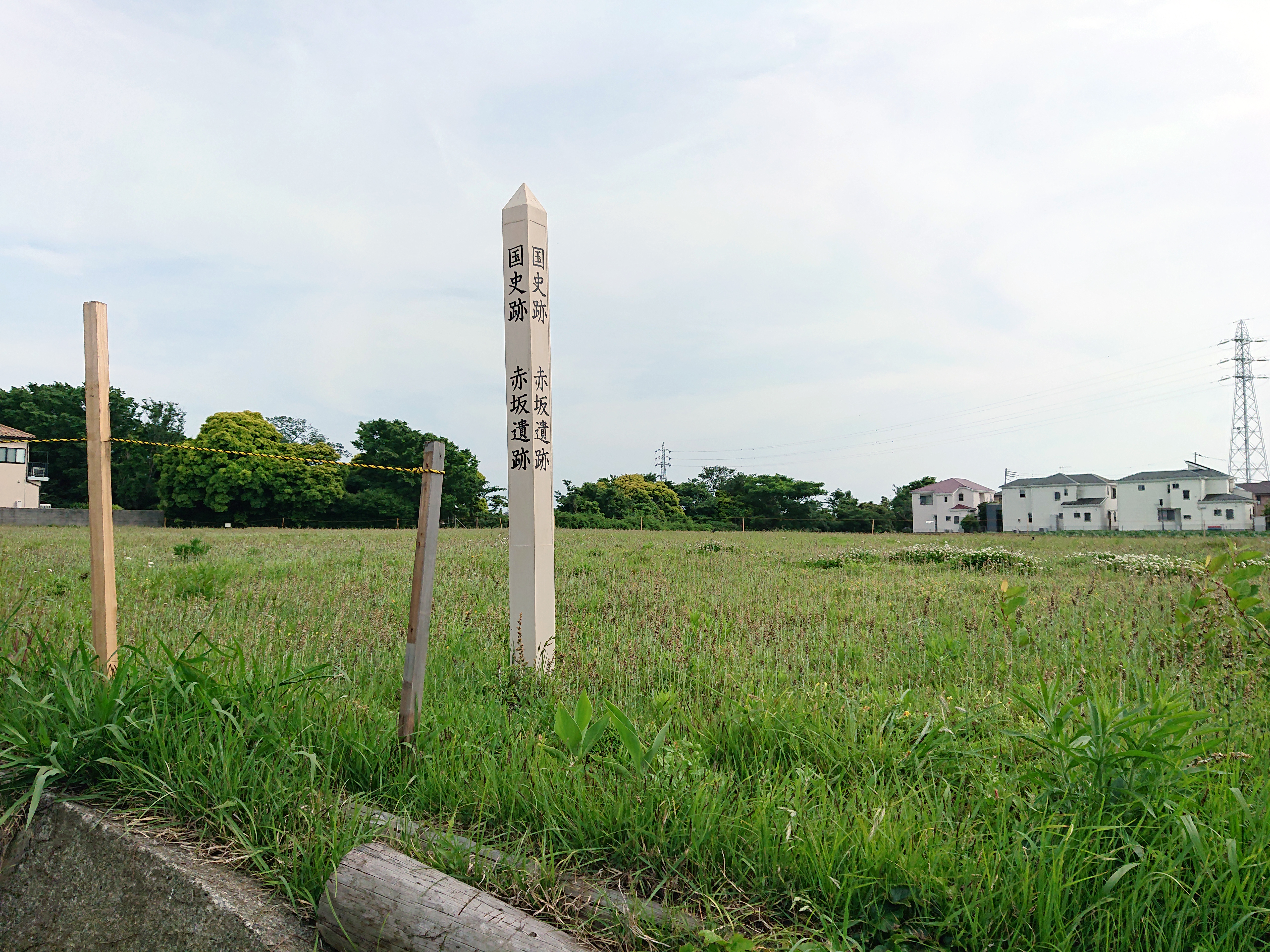
赤坂遺跡（2020年5月30日）

赤坂弥生学習室（あかさかやよいがくしゅうしつ）は、神奈川県三浦市初声町入江（はっせまちいりえ）に所在する初声市民センター内に開設された、国の史跡・赤坂遺跡の展示を行う歴史資料館的な公共施設である。

## 概要
赤坂遺跡は、京急三崎口駅の約350メートル南にある標高約50メートルの台地上に広がる弥生時代中期後半から後期にかけての大集落遺跡である。1897年（明治30年）頃には発見されていたが、昭和初期に赤星直忠が竪穴建物跡や弥生土器を検出して以降、調査が本格化した。これまでの24回以上の発掘調査により、130軒以上の竪穴建物跡や、弥生土器・石器・骨角器など豊富な遺物が出土した。遺跡の中心部分となる約4700平方メートルの範囲は、2011年（平成23年）3月8日付で国の史跡に指定されている。
学習室は、赤坂遺跡出土の考古資料を展示・紹介し、三浦半島の地域史を学習することを目的として、初声市民センター内に2001年（平成3年）10月に開設された。主に第2次から第8次調査で出土した資料のうち、整理作業の終了した遺物や調査成果に関するパネルを常設展示する。
また、赤坂遺跡をはじめとする市内各地の遺跡に関する書籍・刊行物や、三浦市の歴史に関する書籍などの閲覧もできる。